# کن (خواننده)
لی جه‌هوان (متولد ۶ آوریل ۱۹۹۲) با نام هنری کن، بازیگر و خوانندهٔ اهل کرهٔ جنوبی تحت فعالیت کمپانی جلی‌فیش است. او عضوی از گروه ویکس می‌باشد و به صدای پر از احساس و خاص خود معروف است. او اولین تجربهٔ بازیگری‌اش را در سال ۲۰۱۴ با سریال «مهمان‌خانۀ شبانه‌روزی شماره ۲۴» به عنوان لی جه‌هوان آغاز کرد.

## اوایل زندگی
متولد جایانگ دونگ سئول، خانوادهٔ او متشکل از خودش، پدر و مادرش و دو برادر بزرگ‌تر می‌شود. او در دانشگاه هنرهای بک سئوک در رشتهٔ موسیقی عملی تحصیل کرده‌است. در سن‌های جوانی، او در مسابقات خوانندگی بسیاری شرکت کرده و جوایز ملی بسیاری را از آن خود کرده‌است. او بعدها در مدرسهٔ راهنمایی همراه با گروهی از دوستانش هم در مسابقات بسیاری شرکت کرده و جوایز زیادی را برده‌است. او حتی جوایزی برای نوشتن آهنگ هم قبل از شروع به کار با ویکس در کارنامهٔ خود دارد.

## زندگی کاری

### ۲۰۱۲–۲۰۱۳: شروع به کار با ویکس و آهنگ‌های سریال‌ها
با وجود ضعف در رقص، کن موفق شد تا آزمون جلی‌فیش را بگذراند و بعد از پنج ماه تمرین با ویکس شروع به کار کند. در این مدت کن جزوی از ده نفر شرکت کنندهٔ برنامهٔ مایدول بود که در نهایت به عنوان عضوی برای ویکس انتخاب شد و در سال ۲۰۱۲ با «ابرقهرمان» شروع به کار کرد.
در سال ۲۰۱۳، کن آهنگی با عنوان «به نام عشق» را برای سریال وارثان خواند. او همین‌طور در آهنگ «دم اسبی» از جِی‌کیون حضور داشت.
در سال ۲۰۱۳، کن همراه با دیگر اعضای گروه در سریال وارثان شبکه اس بی اس حضور پیدا کرد.

### ۲۰۱۴–۲۰۱۵: شروع به کار در بازیگری، فاصله و موزیکال
در سال ۲۰۱۴، کن آهنگ دیگری برای سریال «از بخت بد عاشقت شدم» با عنوان «دختر من» خواند.
در سال ۲۰۱۴، کن اولین تجربهٔ بازیگری خود را به عنوان جزوی از بازیگرهای اصلی در سریال کمدی «مهمان‌خانۀ شبانه‌روزی شماره ۲۴» به عنوان لی جه‌هوان به سرانجام رساند.
در ژوئن ۲۴، ۲۰۱۵ کن و هانی آهنگی به نام «فاصله» را منتشر کردند.
در سال ۲۰۱۵، کن به عنوان نقش اصلی موزیکال «شطرنج» با عنوان آناتولی سرگیوسکی انتخاب شد که از ۱۹ ژوئن ۲۰۱۵ تا ۱۹ ژوئیه ۲۰۱۵ اجرا می‌شد. برای این موزیکال، او نرمی صدای خود را به چالش می‌کشید که صدای قدرتمند او برای آهنگ «سرود» همین موزیکال هم انتخاب شد. او هم‌چنین در موزیک ویدیوی خوانندهٔ چینی، لویو با عنوان «عشق چهار بعدی» حضور داشت. این خواننده طرفدار ویکس بود و شخصاً از کن خواست در موزیک ویدیویش حضور داشته باشد.
در سال ۲۰۱۵، کن دومین موزیکال خود را به عنوان نقش اصلی در اولین ساخت کره‌ای موزیکال سیندرلا به عنوان پرنس کریستوفر از ۱۲ سپتامبر ۲۰۱۵ تا ۳ ژانویه ۲۰۱۶ انجام داد.

### ۲۰۱۶–در حال حاضر: فعالیت‌های تکی
در فوریه ۲۰۱۶، کن آهنگی با عنوان «وقتی که می‌بینمت» را برای سریال مدرسه موریم خواند. در ۲۴ می تأیید شد که کن همراه با یون جونگ شین از کمپانی میتسیک در آهنگ «خواب بیش از حد» حضور خواهد داشت که در ۳۰ می منتشر شد. در ۲۲ دسامبر ۲۰۱۶، کن آهنگی با عنوان «احمق» را برای سریال «افسانۀ دریای آبی» خواند.
از آوریل تا مارس ۲۰۱۶، کن به فستیوال موسیقی دونفره همراه با چوی سانگ یئوب دعوت شد که آن دو به شدت مورد توجه تماشاچی‌ها واقع شدند. آن‌ها نهایتاً در قسمت ششم برنامه با آهنگ «این فقط دنیای منه» برنده شدند و در نهایت، برای باری دیگر در قسمت‌های ۱۶ و ۱۷ در اوت ۲۰۱۶ با آهنگ «پادشاه پادشاهان» بر روی صحنه رفتند.
در سال ۲۰۱۷، کن در سه موزیکال دیگر بازی کرد که در موزیکال «پسران برتر از گل» به عنوان تسوکاسا دمیوجی، در موزیکال «هملت» به عنوان هملت و در موزیکال «تایتانیک» به عنوان فردریک بارت حضور داشت.
در سال ۲۰۱۸، کن در موزیکال «ماسک آهنی» به‌عنوان لویی و برادر دوقلویش فیلیپ، ایفای نقش داشت.
در ۲۵ دسامبر ۲۰۱۸ اعلام شد که کن هم جزوی از بازیگران موزیکال «جک قاتل» درنقش دنیل شد.
در ۱۵ آوریل اعلام شد که کن در موزیکال «مفیستو» به عنوان نقش اصلی از ۲۵ می تا ۲۸ ژوئیه حضور خواهد داشت.
در ۲۰ می ۲۰۲۰، کن با اولین آلبوم خود با نام «برخورد» و با آهنگ اصلی آن با عنوان «فقط برای یک لحظه» به‌عنوان خواننده‌ی سولو شروع به کار کرد.
کن در تاریخ ۷ جولای ۲۰۲۰ به خدمت سربازی اعزام شد. 

## دیسکوگرافی

### آهنگ‌ها
| عنوان  | جزئیات                                                                   | موقعیت در چارت‌ها | فروش          |
| عنوان  | جزئیات                                                                   | کره              | فروش          |
| ------ | ------------------------------------------------------------------------ | ---------------- | ------------- |
| برخورد | - تاریخ انتشار: ۲۰ می ۲۰۲۰ - کمپانی: جلی‌فیش - فرمت: سی‌دی، دانلود دیجیتال | ۵                | - کره: ۱۹٬۹۰۶ |

### آهنگ
| عنوان                                 | سال    | وضعیت در نمودار | فروش                    | آلبوم                          |  |
| عنوان                                 | سال    | گائون کره       | فروش                    | آلبوم                          |  |
| همکاری                                | همکاری | همکاری          | همکاری                  | همکاری                         |  |
| ------------------------------------- | ------ | --------------- | ----------------------- | ------------------------------ |  |
| "دم اسبی" (با جِی‌کیون)                 | ۲۰۱۳   | ۹۳              | - کره (دانلود): ۲۱٬۶۴۴+ | Non-album singles              |  |
| "فاصله" (با هانی از اکساید)           | ۲۰۱۵   | ۲۵              | - کره (دانلود): ۹۲٬۹۸۲+ | Non-album singles              |  |
| "خواب" (با یون جونگ شین)              | ۲۰۱۶   | —               | —                       | Non-album singles              |  |
| "رز" (با راوی از ویکس)                | ۲۰۱۷   | —               | —                       | ریلایز                         |  |
| موسیقی سریال                          |        |                 |                         |                                |  |
| "به نام عشق" (사랑이라는 이름으로)    | ۲۰۱۳   | ۷۲              | - کره (دانلود): ۲۹٬۹۸۶+ | آهنگ سریال وارثان              |  |
| "دختر من"                             | ۲۰۱۴   | ۷۳              | - کره (دانلود): ۲۳٬۲۰۵+ | آهنگ سریال از بخت بد عاشقت شدم |  |
| "وقتی که می‌بینمت" (그댈 보면)         | ۲۰۱۶   | —               | —                       | آهنگ سریال مدرسه موریم         |  |
| "احمق" (바보야)                       | ۲۰۱۶   | ۷۸              | - کره (دانلود): ۴۴٬۷۰۸+ | آهنگ سریال افسانه دریای آبی    |  |
| "ملاقاتت خواهم کرد" (나랑 만나볼래요) | ۲۰۱۸   | ن/م             | ن/م                     | آهنگ سریال قهرمان عجیب من      |  |
|                                       |        |                 |                         |                                |  |

## فیلم‌شناسی

### سریال تلویزیونی
| سال  | عنوان                        | نقش            | شبکه          | یادداشت      |
| ---- | ---------------------------- | -------------- | ------------- | ------------ |
| ۲۰۱۴ | مهمان‌خانۀ شبانه‌روزی شماره ۲۴ | لی جه‌هوان      | اِم‌بی‌سی اِوری ۱ | نقش اصلی     |
| ۲۰۱۶ | سرگرم‌کننده                   | مجری ویژه د شو | اِس‌بی‌اِس        | بازیگر مهمان |
| ۲۰۱۸ | شخصیت توفو                   | کیم جوهان      |               | وب دراما     |

### برنامه‌های متفرقه
| سال  | عنوان                    | شبکه     | یادداشت                                                        |
| ---- | ------------------------ | -------- | -------------------------------------------------------------- |
| ۲۰۱۵ | ۱۰۰ نفر ۱۰۰ آهنگ         | جِی‌تی‌بی‌سی | مسابقه دهنده                                                   |
| ۲۰۱۵ | خواننده پادشاه صاحب ماسک | اِم‌بی‌سی   | مسابقه دهنده با عنوان «تخم‌مرغ شکسته و نودل» (قسمت ۱۱ و ۱۲)     |
| ۲۰۱۶ | جشنواره موسیقی دونفره    | اِم‌بی‌سی   | مسابقه دهنده همراه با چوی سانگ یئوب (قسمت‌های ۳ تا ۷ و ۱۶ و ۱۷) |
| ۲۰۱۹ | خواننده پادشاه صاحب ماسک | اِم‌بی‌سی   | مسابقه دهنده با عنوان «پسر فلزی» (قسمت ۱۸۷ و ۱۸۸)              |

## موزیکال
| سال       | عنوان                    | نقش              | یادداشت             |
| --------- | ------------------------ | ---------------- | ------------------- |
| ۲۰۱۵      | شطرنج                    | آناتولی سرگیوسکی | نقش اصلی نسخه کره‌ای |
| ۲۰۱۵–۲۰۱۶ | سیندرلا                  | شاهزاده کریستوفر | نقش اصلی نسخه کره‌ای |
| ۲۰۱۷      | پسران برتر از گل         | تسوکاسا دمیوجی   | نقش اصلی نسخه کره‌ای |
| ۲۰۱۷      | هملت                     | هملت             | نقش اصلی نسخه کره‌ای |
| ۲۰۱۷      | تایتانیک                 | فردریک بارت      | نقش اصلی نسخه کره‌ای |
| ۲۰۱۸      | ماسک آهنی                | لوییس و فیلیپ    | نقش اصلی نسخه کره‌ای |
| ۲۰۱۹      | جک قاتل                  | دنیل             | نقش اصلی نسخه کره‌ای |
| ۲۰۱۹      | مفیستو                   | مفیستو           | نقش اصلی            |
| ۲۰۱۹      | دراکولا                  | دراکولا          | نقش اصلی            |
| ۲۰۲۰      | شرلوک هلمز: کودکان گم‌شده | کلیو اون         | نقش اصلی نسخه کره‌ای |

## جوایز و نامزدی‌ها
| سال  | جایزه                                   | بخش                | کار انتخاب شده | نتیجه |
| ---- | --------------------------------------- | ------------------ | -------------- | ----- |
| ۲۰۱۸ | دوازدهمین جشنواره موزیکال بین‌المللی دگو | بازیگر تازه‌کار سال | هملت           | برنده |